# Tim McGraw
Samuel Timothy McGraw (Delhi, Louisiana, 1 mei 1967) is een Amerikaanse countryzanger. Vele van zijn singles en albums hebben de top van de hitparades bereikt. In totaal heeft hij meer dan 40 miljoen exemplaren verkocht. Hij is de echtgenoot van countryzangeres Faith Hill en vader van hun drie kinderen, Gracie Katherine (1997), Maggie Elizabeth (1998) en Audrey Caroline (2001). Tim is de zoon van de honkbalspeler Tug McGraw.

## Biografie
Tim groeide op in een klein stadje Delhi, Louisiana (VS) als Samuel Timothy Smith. Zijn moeder Elizabeth "Betty" Ann D'Agostino was getrouwd met Horace Smith. Pas toen Tim elf jaar was kwam hij erachter dat zijn echte vader Frank Edwin "Tug" McGraw Jr was. Pas nadat Tim 18 jaar was geworden erkende Tug Tim als zijn zoon. Hij ging naar Northeast Louisiana University (tegenwoordig 'the University of Louisiana' geheten) met een honkbalbeurs. Gedurende zijn collegejaren leerde hij gitaar spelen. Toen zijn moeder verhuisde naar Jacksonville ging Tim naar Florida Community College in Jacksonville. Hier speelde hij met enkele lokale bands. In 1989, op de dag dat zijn muziekheld Keith Whitley stierf, stopte hij met school ging hij naar Nashville om een muziekcarrière op te bouwen.
In 1989 nam hij zijn debuutalbum Tim McGraw op. Pas in 1994 brak hij door met het album Not a moment too soon, waarop de controversiële single Indian outlaw en de Amerikaanse nummer 1-hit Don't take the girl stonden.
Ook het volgende album uit 1995 (All I want) bevatte een Amerikaanse nummer 1-hit: I like it, I love it.
In 1996 ging hij op tournee met Faith Hill, met wie hij in oktober van dat jaar trouwde.
Het album Everywhere uit 1997 bevatte de eerste muzikale samenwerking met Faith Hill: de Amerikaanse nummer 1-hit It's your love. Een ander duet Let's make love ontving zelfs een Grammy Award.
A Place in the Sun kwam in de Amerikaanse Billboard country- en poplijsten binnen op nummer 1 in 1999.
Na een Greatest hits-album verscheen in 2001 Set this circus down, met nummer 1-hits Grown men don't cry, Angry all the time en The cowboy in me.
McGraw en zijn toerband, de Dancehall Doctors, namen in 2002 het studioalbum Tim McGraw and the Dancehall Doctors op. De eerste single, Red Ragtop suggereerde te gaan over een abortus. Hij filmde de video van She's my kind of rain in Londen.
In zijn tournee van 2003 bracht hij ruim twee uur durende shows, zonder openingsacts.
In 2004 bracht hij zijn achtste album uit "Live Like You Were Dying". De eerste single was gelijknamige aan het album en was opgedragen aan Tim zijn vader Tug McGraw. Tug stierf eerder dat jaar aan een hersentumor. Het liedje gaat over dat je leven voluit leeft in het huidige moment. De Titelsong werd dé country hit van 2004 in de Verenigde Staten en stond zeven weken op nummer één. Het nummer werd overladen met onderscheidingen: "ACM Single and Song of the Yeard", "CMA Single and Song of the year" en een Grammy "voor Beste Mannelijke zangprestatie". De derde single van het album "Drugs or Jesus" was Tim zijn eerste single sinds 1993 die niet de Top 10 bereikte van de Amerikaanse Country hitlijst.
In dat zelfde jaar scoorde Tim McGraw een nog grotere nummer één hit, namelijk "Over and Over" met rapper Nelly. De single stond maar liefst 10 weken lang nummer één de Contemporary Top 40. Door de samenwerking van de verschillende muziekstijlen, scoorden beide artiesten hits in lijsten en landen waar ze anders nooit een hit hadden gescoord. De single afkomstig van Nelly's album "Suit" werd nummer één in Australië, Ierland en in de Engelse hitlijst (Official Charts Company).
2006 was een zeer succesvol tour jaar. Samen met zijn vrouw Faith Hill tourden ze met de "Soul2SOul II Tour" in 55 steden. De tour bracht zo'n 89 miljoen dollar op. Het stel doneerde hun deel van de tour aan de slachtoffers van de orkaan Katrine in New Orleans.
Zijn negende studioalbum bracht McGraw uit in 2007, "Let it Go". Het album stond zowel één in de country album lijst als in de Billboard 200. Met de eerste single "Last Dollar (Fly Away)" scoorde hij weer een nummer één hit.
"Southern Voice" is in 2009 de opvolger van "Let it Go". De verhouding tussen McGraw en zijn platenlabel Curb Records verslechterde inmiddels aanzienlijk door de uitgifte van zijn derde beste off album in 2008, zonder zijn toestemming. In 2010 bracht Curb Records zijn vierde best off album uit "Number One Hits.
"Emotional Traffic" uit 2012 is zijn laatste studioalbum bij Curb Records. In de herfst van 2010 was Tim klaar met zijn werk voor dit album.op 13 mei 2011 startte Curb Records een rechtszaak inzake contractbreuk door Tim Mcgraw. Dit omdat hij de opnames te vroeg had opgenomen voor de aanleverdatum aan het platenlabel. McGraw startte zelf een rechtszaak tegen zijn platenmaatschappij. De uitspraak resulteerde erin dat Mcgraw mocht overstappen naar een nieuwe platenlabel. Een paar uur na de uitspraak bracht Curb Records de tweede single van het album uit "Better Than I Used to Be". Eind 2011 bracht McGraw zijn eerste Kerstsingle "Christmas All over The World" uit op zijn eigen label, StyleSonic Records.
Hoewel McGraw bij zijn eigen label StylesSonic had getekend, komt zijn album "Two Lanes of Freedom" uit bij Big Machine Records in februari 2013. singles van het album zijn "Truck Yeah", "One of Those Nights", het duet met Taylor Swift en Keith Urban op gitaar "Highway Don't Care" en "Southern Girl". Het album bereikt uiteindelijk de status van goud (500.000 exemplaren).
In september 2014 komt het album getiteld "Sundown Heaven Town" uit met als eerste single "Looking for That Girl". De tweede singles is een duet met Faith Hill "Meanwhile Back at Mama's" en "Shotgun Rider" is de derde single die uiteindelijk met Platina wordt bekroond (1.000.000 stuks). De laatste single van het album is opnieuw een duet maar dan met Catherine Dunn "Diamond Rings and Old Barstools".
Zijn oude label was niet klaar met de best off albums. Curb Records bracht in 2014 "Love Story" uit met twaalf grootste liefdestracks en twee niet eerder uitgebrachte nummers.
"Damn Country Music" uit 2015 is Tim zijn derde studioalbum bij Big Machine Records met de singles "Top of the World", "Humble and Kind" en How I'll Always Be". Tim is ook te horen op de single "Forever Country" die wordt gemaakt ter gelegenheid van 50 jaar CMA Awards. Het nummer "Forever Country" bestaat uit drie bekende country hits "Take Me Home, Country Roads", "On the Road Again" en "I Will Alway's Love You" en wordt gezongen door een reeks van Country sterren, zoals: Alabama, Brooks & Dunn, Vince Gill, Faith Hill, ALan Jackson, Lady Antebellum, Willie Nelson, Dolly Parton, Reba, Randy Travis, Carrie Underwood, Tisha Yearwood en nog vele anderen.
Voor zijn album "The Rest of Our Lifes" tekende Tim Mcgraw in 2016 bij Sony Music Nasville (Arista Nashville). Het contact zou naast een duet album met zijn vrouw Faith ook soloalbums bevatten. "Speak to a Girl" en de titeltrack "The Rest of Our Lifes" zijn de twee singles van album en het album bevat dan ook elf duetten. Naast het album van het duo gingen Tim en Faith weer op Soul2Sould World Tour waar ze onder andere Ierland en het Verenigd Koninkrijk aan hebben gedaan.
2019 heeft McGraw de singles "Neon Church" en "Drive" uitgebracht. Inmiddels heeft hij meer dan 50 miljoen exemplaren verkocht en de country hitlijsten gedomineerd met 43 nummer één hits en is de meest gedraaide country artiest sinds zijn debuut sinds 1992. Naast films heeft hij ook nog twee boeken uitgebracht (waaronder Songs of Amerika met Jon Meacham).

## Discografie

### Albums
| Album met eventuele hitnotering(en) in de Nederlandse Album Top 100 | Datum van verschijnen | Datum van binnenkomst | Hoogste positie | Aantal weken | Opmerkingen                                |
| ------------------------------------------------------------------- | --------------------- | --------------------- | --------------- | ------------ | ------------------------------------------ |
| Tim McGraw                                                          | 20-4-1993             |                       |                 |              |                                            |
| Not a moment too soon                                               | 22-3-1994             |                       |                 |              | 6× platina                                 |
| All I want                                                          | 19-9-1995             |                       |                 |              | 3× platina                                 |
| Everywhere                                                          | 3-6-1997              |                       |                 |              | 4× platina                                 |
| A place in the sun                                                  | 4-5-1999              |                       |                 |              | 3× platina                                 |
| Greatest hits                                                       | 21-11-2000            |                       |                 |              | 6× platina                                 |
| Set this circus down                                                | 24-4-2001             |                       |                 |              | 3× platina                                 |
| Tim McGraw and the Dancehall Doctors                                | 26-11-2002            |                       |                 |              | 3× platina                                 |
| Live like you were dying                                            | 18-8-2004             |                       |                 |              | 4× platina                                 |
| Reflected: Greatest Hits Volume 2                                   | 2006                  |                       |                 |              | 2× platina                                 |
| Let it go                                                           | 27-3-2007             |                       |                 |              | 1× platina                                 |
| Greatest Hits 3                                                     | 2008                  |                       |                 |              | goud (500.000 exemplaren)                  |
| Southern Voice                                                      | 20-10-2009            |                       |                 |              | goud                                       |
| Number One Hits                                                     | 2010                  |                       |                 |              | 1× platina                                 |
| Emotional Traffic                                                   | 24-01-2012            |                       |                 |              | Laatste album op Curb label                |
| Two Lanes of Freedom                                                | 05-02-2013            |                       |                 |              | goud Op nieuwe label:Big Machine Records\| |
| Tim McGraw & Friends                                                | 2013                  |                       |                 |              |                                            |
| Love Story                                                          | 2014                  |                       |                 |              | Curb Label                                 |
| Sundown Heaven Town                                                 | 2014                  |                       |                 |              |                                            |
| Damn Country Music                                                  | 2015                  |                       |                 |              |                                            |
| 35 Biggest Hits                                                     | 2015                  |                       |                 |              | Curb label                                 |
| McGraw: The Ultimate Collection                                     | 2016                  |                       |                 |              | Curb label                                 |
| The Rest Of Our Life                                                | 2017                  |                       |                 |              | With Faith Hill                            |

### Singles
met hitnoteringen in de Nederlandse Top 40
| Single met eventuele hitnotering(en) in de Nederlandse Top 40 | Datum van verschijnen | Datum van binnenkomst | Hoogste positie | Aantal weken | Opmerkingen                   |
| ------------------------------------------------------------- | --------------------- | --------------------- | --------------- | ------------ | ----------------------------- |
| What Room Was the holiday Inn                                 | 1991                  |                       |                 |              |                               |
| Welcome to the Club                                           | 1992                  |                       |                 |              |                               |
| Memory Lane                                                   | 1993                  |                       |                 |              |                               |
| Twe Steppin' Mind                                             | 1993                  |                       |                 |              |                               |
| Indian outlaw                                                 | 1994                  |                       |                 |              | goud                          |
| Don't take the girl                                           | 1994                  |                       |                 |              | 2× platina                    |
| Down on the farm                                              | 1994                  |                       |                 |              |                               |
| Refried dreams                                                | 1994                  |                       |                 |              |                               |
| Not a moment too soon                                         | 1994                  |                       |                 |              |                               |
| I like it, I love it                                          | 1995                  |                       |                 |              | goud                          |
| Can't Be Really Gone                                          | 1995                  |                       |                 |              |                               |
| All I Want is a Life                                          | 1996                  |                       |                 |              |                               |
| She NEver Lets it Go to Her Heart                             | 1996                  |                       |                 |              |                               |
| Maybe We Should Sleep on It                                   | 1996                  |                       |                 |              |                               |
| It's your love                                                | 1997                  |                       |                 |              | met Faith Hill - platina      |
| Everywhere                                                    | 1997                  |                       |                 |              |                               |
| Just to See You Smile                                         | 1997                  |                       |                 |              |                               |
| One of These Days                                             | 1998                  |                       |                 |              |                               |
| Where the Green Grass Grows                                   | 1998                  |                       |                 |              | goud                          |
| For a Little While                                            | 1998                  |                       |                 |              |                               |
| Please remember me                                            | 1999                  |                       |                 |              |                               |
| Something like that                                           | 1999                  |                       |                 |              | platina                       |
| My best Friend                                                | 1999                  |                       |                 |              |                               |
| Some Things Never Change                                      | 2000                  |                       |                 |              |                               |
| My Next Thirty Years                                          | 2000                  |                       |                 |              | goud                          |
| Grown men don't cry                                           | 2001                  |                       |                 |              |                               |
| Angry all the time                                            | 2001                  |                       |                 |              |                               |
| The cowboy in me                                              | 2001                  |                       |                 |              | goud                          |
| Unbroken                                                      | 2002                  |                       |                 |              |                               |
| Red ragtop                                                    | 2002                  |                       |                 |              |                               |
| Tine Dancer                                                   | 2002                  |                       |                 |              | Cover van EltonJohn           |
| She's my kind of rain                                         | 2002                  |                       |                 |              | goud                          |
| Over and over                                                 |                       | 12-3-2005             | 36              | 3            | met Nelly                     |
| Real Good Man                                                 | 2003                  |                       |                 |              | goud                          |
| Watch the Wind Blow By                                        | 2003                  |                       |                 |              |                               |
| Live Like You Were Dying                                      | 2004                  |                       |                 |              | 3× platina                    |
| Back When                                                     | 2004                  |                       |                 |              |                               |
| Drugs or Jesus                                                | 2005                  |                       |                 |              |                               |
| Do You Want Fries with That                                   | 2005                  |                       |                 |              |                               |
| My Old Friend                                                 | 2005                  |                       |                 |              |                               |
| When the Starts Go Blue                                       | 2006                  |                       |                 |              | platina                       |
| My Little Girl                                                | 2006                  |                       |                 |              | platina                       |
| Last Dollar (Fly Away)                                        | 2007                  |                       |                 |              | goud                          |
| I Need You                                                    | 2007                  |                       |                 |              | met Faith Hill - goud         |
| If You're Reading This                                        | 2007                  |                       |                 |              | goud                          |
| Suspicions                                                    | 2007                  |                       |                 |              |                               |
| Kristofferson                                                 | 2008                  |                       |                 |              |                               |
| Let It Go                                                     | 2008                  |                       |                 |              |                               |
| Nothin'to Die For                                             | 2009                  |                       |                 |              |                               |
| It's a Business Doing Pleasure with You                       | 2009                  |                       |                 |              |                               |
| Southern Voice                                                | 2009                  |                       |                 |              | goud                          |
| Still                                                         | 2010                  |                       |                 |              |                               |
| Felt Good on My Lips                                          | 2010                  |                       |                 |              | platina                       |
| Me and Tennessee                                              | 2011                  |                       |                 |              | met Gwyneth Paltrow           |
| Better Than I used to Be                                      | 2011                  |                       |                 |              | goud                          |
| Right Back Atcha Babe                                         | 2012                  |                       |                 |              |                               |
| Truck Yeah                                                    | 2012                  |                       |                 |              | platina                       |
| One of Those Nights                                           | 2012                  |                       |                 |              | platina                       |
| Highway Don't Care                                            | 2013                  |                       |                 |              | met Taylor Swift - 2× platina |
| Southern Girl                                                 | 2013                  |                       |                 |              | platina                       |
| Lookin' for That Girl                                         | 2014                  |                       |                 |              |                               |
| Meanwhile Back at Mama's                                      | 2014                  |                       |                 |              | met Faith Hill - platina      |
| Shotgun Rider                                                 | 2014                  |                       |                 |              | platina                       |
| Diamond Rings and Old Barstools                               | 2015                  |                       |                 |              | met Cathrine Dunn - goud      |
| Top of the World                                              | 2015                  |                       |                 |              |                               |
| Humble and Kind                                               | 2016                  |                       |                 |              | 2× platina                    |
| How I'll Always Be                                            | 2016                  |                       |                 |              |                               |
| Speak to a Girl                                               | 2017                  |                       |                 |              | met Faith Hill                |
| The Rest of Our Life                                          | 2017                  |                       |                 |              | met Faith Hill                |
| Neon Church                                                   | 2018                  |                       |                 |              |                               |
| Thought About You                                             | 2019                  |                       |                 |              |                               |
| Drive                                                         | 2019                  |                       |                 |              |                               |

## Onderscheidingen
| Jaar | Soort Onderscheiding             | Onderscheiding voor:                                                                     |
| ---- | -------------------------------- | ---------------------------------------------------------------------------------------- |
| 1994 | Country Music Television         | Mannelijke Video Artist van het jaar                                                     |
| 1994 | American Music Awards            | Album van het jaar – Not a Moment Too Soon                                               |
| 1994 | American Music Awards            | Top Nieuwe mannelijke Vocalist                                                           |
| 1994 | Billboard Awards                 | Top nieuwe Country Artiest                                                               |
| 1994 | Billboard Magazine               | Top Nieuwe Country Album – Not a Moment Too Soon                                         |
| 1995 | American Music Awards            | Favorite Country Nieuwe Artiest                                                          |
| 1997 | Billboard Magazine               | Single van het jaar – "It's Your Love" (with Faith Hill)                                 |
| 1997 | Country Music Television         | Video van het jaar – "It's Your Love" (with Faith Hill)                                  |
| 1997 | Country Music Television         | Mannelijke Artiest van het jaar                                                          |
| 1997 | Playgirl Magazine                | Top Tien, Sexiest Man van het jaar                                                       |
| 1997 | CMA                              | Vocal Event – "It's Your Love" (with Faith Hill)                                         |
| 1998 | Billboard Awards                 | Country Single van het jaar – "Just To See You Smile"                                    |
| 1998 | CMA                              | Album van het jaar – Everywhere                                                          |
| 1998 | Academy of Country Music         | Single van het jaar – "It's Your Love" (with Faith Hill)                                 |
| 1998 | Academy of Country Music         | Liedje van het jaar – "It's Your Love" (with Faith Hill)                                 |
| 1998 | Academy of Country Music         | Video van het jaar – "It's Your Love" (with Faith Hill)                                  |
| 1998 | Academy of Country Music         | Top Vocal Event – "It's Your Love" (with Faith Hill)                                     |
| 1999 | Academy of Country Music         | Mannelijke Vocalist                                                                      |
| 1999 | Academy of Country Music         | Vocale Collaboratie – "Just to Hear You Say That You Love Me" (with Faith Hill)          |
| 1999 | CMA                              | Mannelijke Vocalist                                                                      |
| 1999 | CMA                              | Album van het jaar – A Place in the Sun                                                  |
| 2000 | CMA                              | Mannelijke Vocalist                                                                      |
| 2000 | National Fatherhood Initiative   | Vader van het jaar                                                                       |
| 2000 | Academy of Country Music         | Mannelijke Vocalist                                                                      |
| 2000 | Billboard Awards                 | Mannelijke Artiest van het jaar                                                          |
| 2001 | American Music Awards            | Favoriete Mannelijke Country Artiest                                                     |
| 2001 | Grammy Awards                    | Vocale Collaboratie – "Let's Make Love (with Faith Hill)                                 |
| 2001 | CMA                              | Entertainer van het jaar                                                                 |
| 2001 | Billboard Awards                 | Country Artiest                                                                          |
| 2001 | Billboard Awards                 | Mannelijke Country Artiest                                                               |
| 2001 | Billboard Awards                 | Country Albums Artiest                                                                   |
| 2001 | Billboard Awards                 | Country Single Artiest                                                                   |
| 2001 | Billboard Awards                 | Country Album – Greatest Hits                                                            |
| 2002 | American Music Awards            | Best Country Album – Set This Circus Down                                                |
| 2002 | American Music Awards            | Favoriete Mannelijke Country Artiest                                                     |
| 2003 | American Music Awards (januari)  | Favoriete Country Mannelijke Artiest                                                     |
| 2003 | Radio Music Awards (januari)     | Country Mannelijke Artiest                                                               |
| 2003 | American Music Awards (november) | Favoriete Country Mannelijke Artiest                                                     |
| 2004 | People's Choice Awards           | Favoriete Country Mannelijke Artiest                                                     |
| 2004 | Radio Music Awards               | Country Mannelijke Artiest                                                               |
| 2004 | CMA                              | Single van het jaar – "Live Like You Were Dying"                                         |
| 2005 | American Music Awards            | Album van het jaar-Live Like You Were Dying                                              |
| 2005 | American Music Awards            | Mannelijke Artiest (country genre)                                                       |
| 2005 | Academy of Country Music         | Lied van het jaar -"Live Like You Were Dying"                                            |
| 2005 | Academy of Country Music         | Single van het jaar -"Live Like You Were Dying"                                          |
| 2005 | People's Choice Awards           | Favoriete Country Mannelijke Artiest                                                     |
| 2005 | Grammy Award                     | Beste Mannelijke Country Vocale Performance – "Live Like You Were Dying"                 |
| 2005 | Country Music Television         | Meest inspirerende Video – "Live Like You Were Dying"                                    |
| 2006 | People's Choice Awards           | Top Mannelijke Performer                                                                 |
| 2006 | Grammy Award                     | Country Vocale Collaboratie – "Like We Never Loved At All" (metFaith Hill)               |
| 2007 | AMC                              | Favoriete Country Mannelijke Artiest                                                     |
| 2012 | CMA                              | Muzikaal Gebeuren van het jaar - "Feels Like a Rock Start" (met Kenny Chesney)           |
| 2013 | CMA                              | Video van het jaar - "Highway Don't Care"                                                |
| 2013 | CMA                              | Muzikaal Gebeuren van het jaar - "Highway Don't Care"                                    |
| 2013 | Britse Country Music Association | Internationaal lied van het jaar - "Highway Don't Care (met Taylor Swift en Keith Urban) |
| 2014 | People's Choice Award            | Country Music Icon                                                                       |
| 2016 | CMT Music Award                  | Video van het jaar - "Humble and Kind"                                                   |
| 2017 | Billboard's Touring Awards       | Legends of Live Award (met Faith Hill)                                                   |